# Michał Starosta
Michał Starosta, lub Michał Starostka – szlachcic, kaper, kapitan królewskiej straży morskiej, której zadaniem była blokada na Bałtyku Moskwy i Szwecji w XVI wieku. Pierwszy rdzenny Polak noszący tytuł admirała.

## Nobilitacja kapitanów straży morskiej
Ważnym aktem podjętym przez Zygmunta Augusta w Lublinie była nobilitacja czterech kapitanów – strażników morza, którzy przybyli do Lublina w jednakowym odzieniu jak na żołnierzy morskich przystało. Byli to: Michał Figenow, Jan Tresler (Treseler), Michał Starosta i Erazm Gendrich.
Na sejmie w Lublinie dnia 18 marca 1569 roku Michał Starosta został podniesiony do stanu szlacheckiego wraz z potomstwem za zasługi położone na morzu oraz nadano mu herb “Starostka”. Kapitan okrętowy Michał Starosta (tak brzmiało jego nazwisko, choć w akcie nobilitacyjnym użyto „Starostka” przez pomyłkę lub jako zdrobnienie) należał do najwybitniejszych w gronie kaperskiem i z powodzeniem wyprawiał się na morze. W 1565 roku przechwycił jako łup dwa statki, a w 1567 roku aż trzy w jednej wyprawie.
Nobilitacja kapitanów okrętów i nadanie im pełni prerogatyw, przysługujących szlachcie wraz z dostępem do godności i zaszczytów w Rzeczypospolitej, było czymś wyjątkowym, jeżeli się zważy, iż w ciągu 38 lat rządów Zygmunta Augusta dokonano w ogóle ok. 60 nobilitacji. Fakt ten był wyrazem nie tylko przełamania dotychczasowej, lądowo-szlacheckiej mentalności, ale przede wszystkim oznaczał wagę, jaką zaczął przykładać Zygmunt August do realizacji programu morskiego.
W opracowaniu Tadeusza Czackiego z 1800 roku można zobaczyć „Tablicę Indygenatów, Nobilitacyi i przysposobień, czyli Adopcyi od początku Metryki Koronney do 1601 Roku, kiedy Seymy zaczęły utwarzać Szlachtę”, a w niej wpis dotyczący nobilitacji Michała Starostka w roku 1569 pod numerem 82 w Karcie protokołu Metryki Koronnej.
Skan aktu nobilitacji Michała Starosty zamieszczonej w Metrykach Koronnych udostępniony jest na mikrofilmie w Archiwum Państwowym oznaczonym:1569.03.17. Nobilitatio Michaelis Starostka cum descriptione clipei. Actum: Lublin, na sejmie ; r. MK 105, f. 82v. MRPS V, nr 10055.

## Nadanie stopnia admiralskiego
Latem 1570 roku kapitan Michał Starosta spotkał się z admirałem szwedzkim Klausem Flemmingiem na morzu i odbył z nim rozmowę na temat współpracy ze strażą morską. Tematem spotkania było zamierzone współdziałanie flotylli kaperskiej z wojenną flotą szwedzką przeciw żegludze narewskiej. Gdy admirał okazał się skłonnym do przyjacielskiego z nią porozumienia, Komisja Morska wyprawiła do niego delegację w osobach kapitanów Pawła Glasowa jako swego „komisarza”, Marcina Schele jako admirała i Michała Starostę w charakterze wiceadmirała, upoważniwszy ich do układów w sprawie wspólnej akcji. Tytuły admiralskie, jakimi obdarzono w instrukcji kapitanów, pojawiły się po raz pierwszy w straży polskiej. Być może uczyniono tak dla podkreślenia ważności ich misji. Były to także jeszcze nowością we flocie szwedzkiej w tym czasie. Nie wiadomo, czy doszło do formalnego układu, w praktyce jednak panowały wtedy przyjazne stosunki i współdziałanie kapitanów polskich i Szwedów na Bałtyku. Było to dla straży polskiej pożądaną pomocą, gdyż na Bałtyku rosła siła jej przeciwników i do dawnych przybyli właśnie nowi – kaprowie moskiewscy.